# 拉沃索
拉沃索（法語：Lavausseau，法語發音：[lavoso]）是法国新阿基坦大区维埃纳省的一个旧市镇，属于普瓦捷区。2019年，拉沃索与临近的3个市镇合并为新市镇布瓦夫尔拉瓦莱，拉沃索为新市镇行政中心。

## 地理
拉沃索（46°33'34"N, 0°4'24"E）面积24.71 平方千米，位于法国新阿基坦大区维埃纳省，该省份为法国中西部省份，北起曼恩-卢瓦尔省和安德尔-卢瓦尔省，西接德塞夫勒省，南至夏朗德省，东南接上维埃纳省，东临安德尔省。
与拉沃索接壤的市镇（或旧市镇、城区）包括：伯纳赛、拉沙佩勒蒙特勒伊、沃讷河畔屈尔宰、雅兹讷伊、拉蒂耶、蒙特勒伊博南。

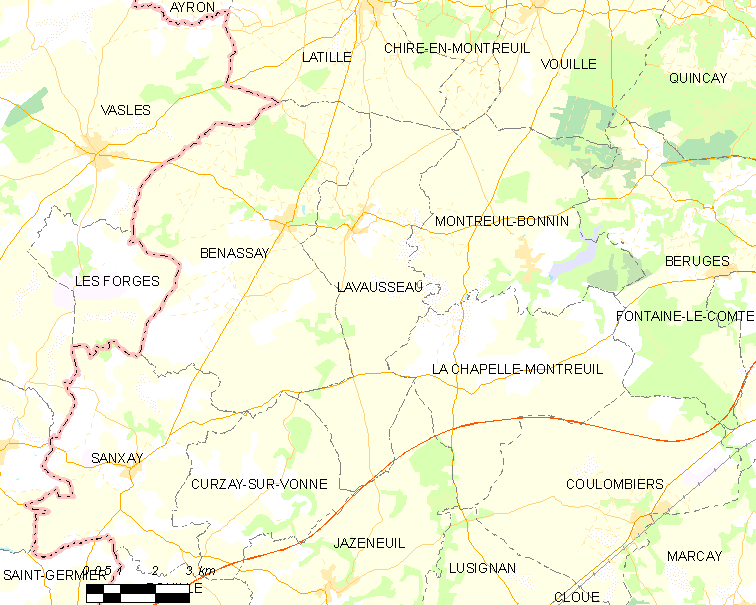
拉沃索的OSM定位图

拉沃索的时区为UTC+01:00、UTC+02:00（夏令时）。

## 行政
拉沃索的邮政编码为86470，INSEE市镇编码为86123。

## 政治
拉沃索所属的省级选区为武讷伊苏比亚尔县。

## 人口

1962-2008年间拉沃索人口变化图示

拉沃索于2018年1月1日时的人口数量为743人。